# Kersantyt

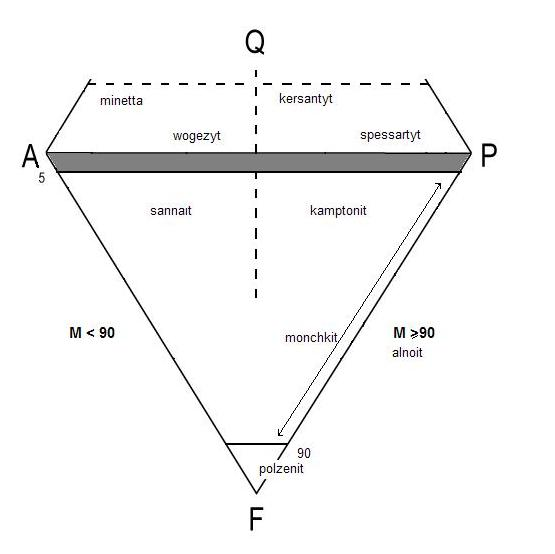
Diagram klasyfikacyjny lamprofirów nieprzeobrażonych na podstawie diagramu QAPF

Kersantyt – skała hipabysalna lub subwulkaniczna, odmiana lamprofiru (lamprofir właściwy).

## Skład mineralny
W kersantycie przeważają minerały ciemne. Skała składa się z fenokryształów oligoklazu-andezynu i biotytu tkwią w drobnokrystalicznym, holokrystalicznym cieście skalnym, składającym się z piroksenów (augit diopsydowy), amfiboli (hornblenda), plagioklazów, skaleni potasowych, oraz rzadziej oliwinów. Plagioklazy przeważają nad skaleniami alkalicznymi, a wśród minerałów ciemnych dominuje biotyt.
Zaliczany do skał żyłowych, gdyż występują w postaci dajek i silli.

## Nazwa
Nazwa pochodzi od wsi Kersanton (gmina Loperhet) w Bretanii, niedaleko Brestu, gdzie został po raz pierwszy opisany (A. Delesse, 1850).

## Cechy zewnętrzne
Przeważnie ma barwę szarą, ciemnoszarą lub czarna, czasami również czerwonawa lub zielonawą. Najczęściej są ciemniejsze od skał, które przecinają.

## Budowa wewnętrzna
Skały lamprofirowe odznaczają się strukturą holokrystaliczną, porfirową lub porfirowatą oraz teksturą zbitą, bezładną lub czasami słabo kierunkową.

## Geneza
Powstają w towarzystwie intruzji magmowych. Przypuszczalnie wskutek uwodnienia magm nefelinitowych, lub wskutek stopienia dolnej części skorupy ziemskiej zbudowanej ze skał obfitujących w biotyt i hornblendę.

## Występowanie
Najczęściej towarzyszą masywom granitoidowym, syenitowym i diorytowym.
Na świecie: Francja (Bretania).
W Polsce: Dolny Śląsk (Góry Sowie).